# مكتبة هيكتور هودلر
مكتبة هيكتور هودلر تعد مكتبة هيكتور هودلر (بالإنكليزية: Hector Hodler Library) من أكبر مكتبات الإسبرانتو، إذ تضم أكثر من 30,000 كتاب، بالإضافة إلى الدوريات والمخطوطات وكذلك الصور والموسيقى ومجموعات أخرى. وتشغل المكتبة ثلاث غرف في المكتب الرئيسي لمؤسسة إسبرانتو العالمية (UEA)، والتي تقع في مدينة روتردام في هولندا.

## نبذة
افتتحت جمعية الإسبرانتو السويسرية المكتبة في سويسرا عام 1908، وبعد ذلك في 1912 أصبحت المكتبة ملك لهيكتور هودلر مؤسس يو أي أي. وبعد وفاته في 1920 بقيت المكتبة تحت إدارة يو أي أي في سويسرا. وفي عام 1947 تغير اسم المكتبة إلى مكتبة هيكتور هودلر، وعندما تم نقل مقر يو أي أي إلى روتردام، نقلت المكتبة إلى هناك في 1960.
وتتواجد المجموعات الرئيسة الأخرى من كتب الإسبرانتو في متحف الإسبرانتو الدولي ومكتبة مونتاجو سي بتلر وكذلك مركز الدراسات والتوثيق حول اللغة العالمية في سويسرا، ومكتبة الإسبرانتو الألمانية.